# 김도담 (축구 선수)
김도담(1998년 12월 29일 ~ )은 대한민국의 축구 선수이며, 포지션은 골키퍼이다. 개명 전 이름은 김태곤(한국 한자: 金太崑)이다.

## 수상 내역
- U리그 올해의 골키퍼: 2018